# District d'Oberhasli

Le blason du Hasli et de la ville de Meiringen, inspiré des armoiries historiques du Hasli, basées sur celles du Saint-Empire romain germanique

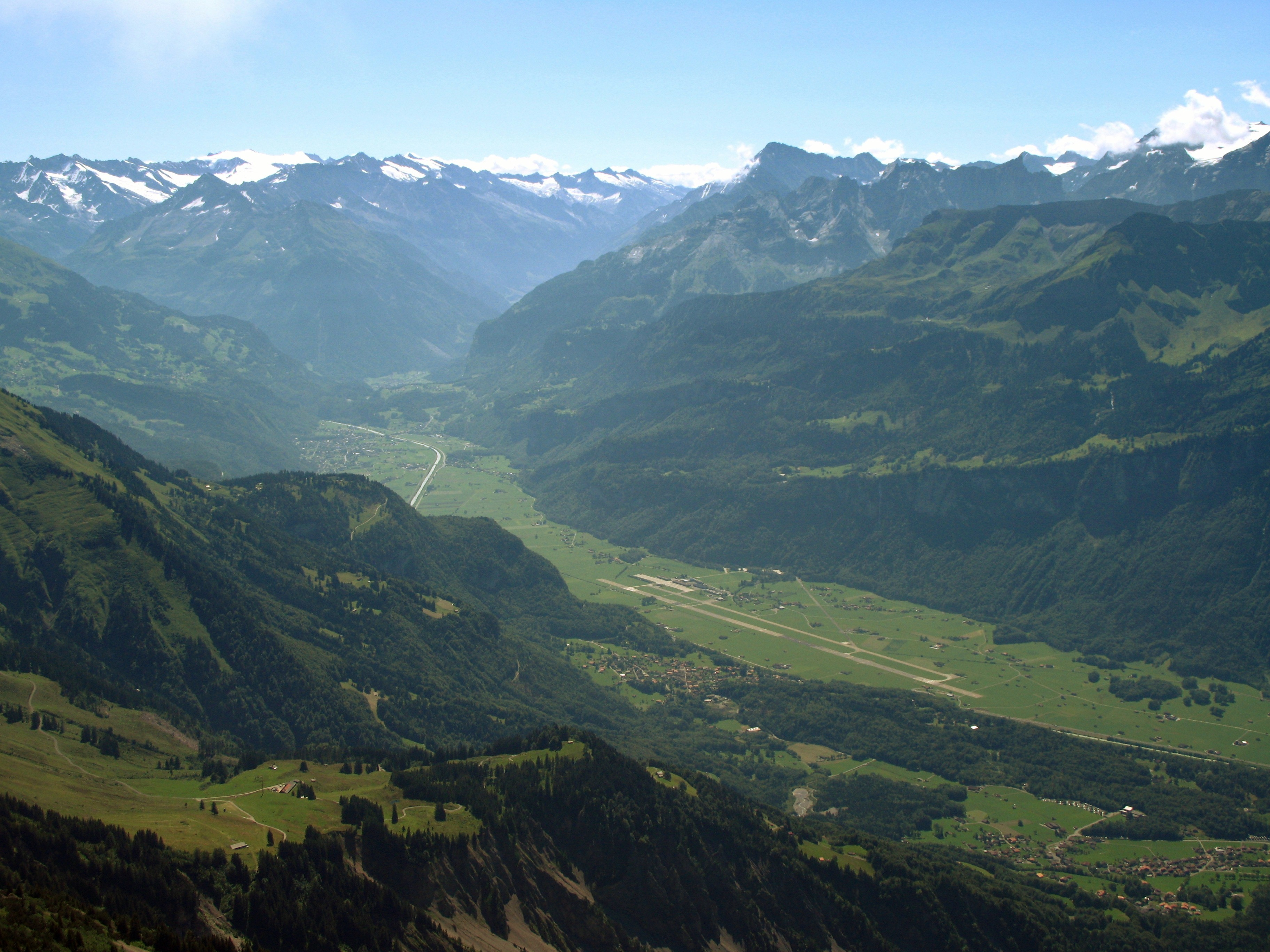
Meiringen et la vallée du Haslital vues depuis le Brienzer Rothorn.

La région du Hasli, appelée Oberhasli ou Haslital – la vallée du Hasli –, est un Vogt historique ou un Talschaft de l'Oberland bernois, en Suisse, bordé par les cantons d'Obwald, de Nidwald, d'Uri et du Valais. On y parle une forme particulière de suisse allemand, l'alémanique supérieur.
Depuis la fondation de l'État fédéral de 1848, le Hasli faisait partie du district d'Oberhasli, le plus oriental des 26 anciens districts du canton de Berne. Il couvre une superficie de 550 km². Il est voisin à l'ouest du district d'Interlaken et regroupe six communes : Gadmen (CH-3863), Guttannen (CH-3864), Hasliberg (CH-6085), Innertkirchen (CH-3862), le chef-lieu de district Meiringen (CH-3860) et Schattenhalb (CH-3860). Sa population totale n'excède pas les 8 000 habitants, soit une densité de moins de 15 habitants au kilomètre carré, très éloignée de la densité de population suisse moyenne de 181 habitants au kilomètre carré. Ces faibles niveaux de densité et de population s'expliquent par le fait qu'une part importante du district est occupée par des zones de haute montagne inhabitables (voir notamment Alpes uranaises).
L'usage du nom Haslital est attesté historiquement dès 1234. Le préfixe Ober- ("Le Haut Hasli") fait son apparition au XVIe siècle pour différencier la région de Hasle bei Burgdorf. L'usage officiel du toponyme Oberhasli remonte lui à 1798. Son étymologie découle probablement du vieux haut-allemand hasal signifiant noisetier.
La partie occidentale du district se recoupe avec une partie du site inscrit au Patrimoine mondial de l'UNESCO des Alpes suisses Jungfrau-Aletsch. Le district a été remplacé en 2010 par l'arrondissement administratif d'Interlaken-Oberhasli.

## Géographie

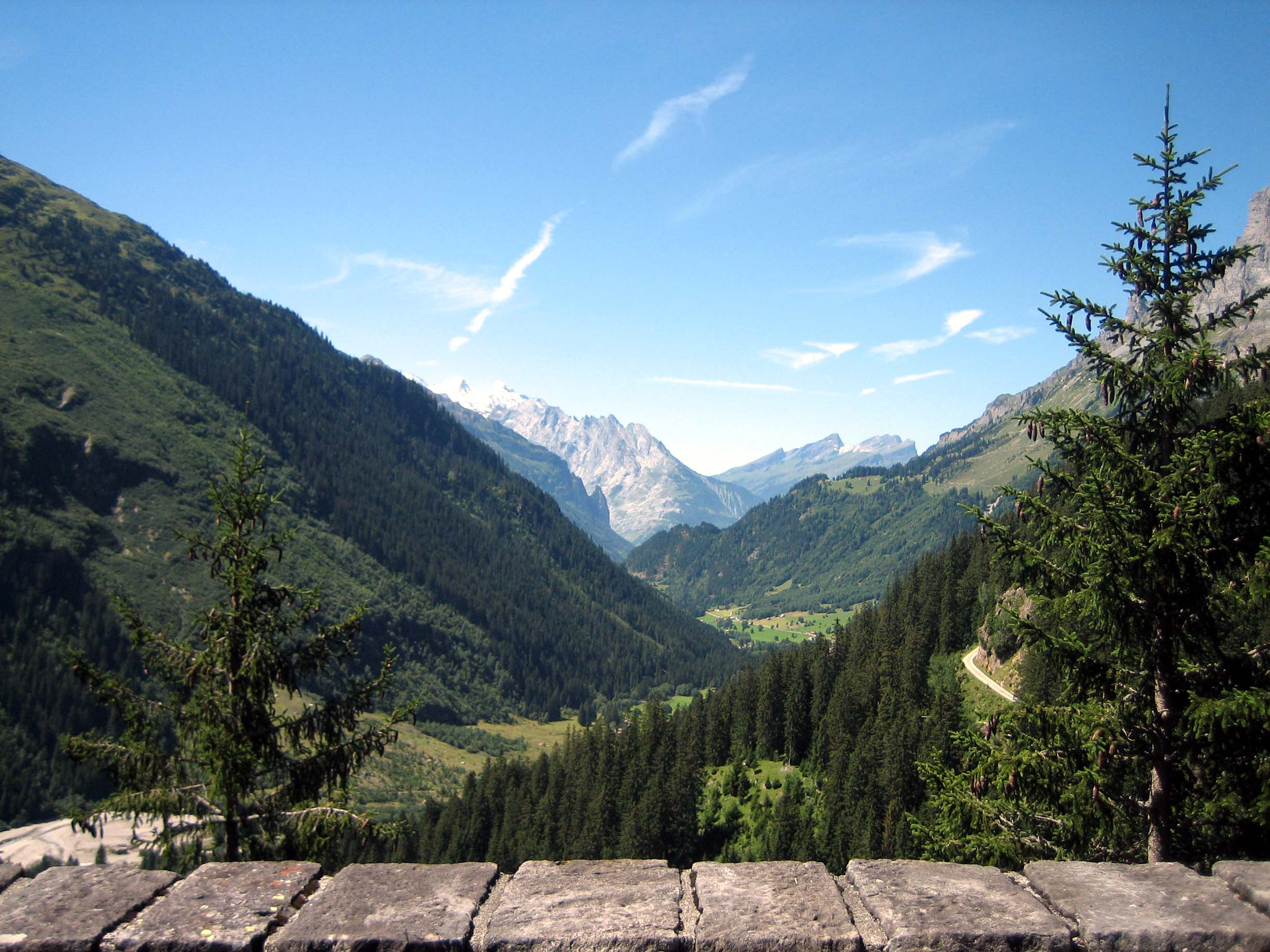
Vallée du Gadmental

Le Hasli a été de tout temps d'une grande importance stratégique du fait de sa position au cœur des Alpes centrales, la région surveille en effet notamment les cols du Grimsel, de Brünig, de Susten et de Grosse Scheidegg.
La vallée principale est constituée de la plaine alluviale de l'Aar entre Meiringen et le lac de Brienz. En amont de Meiringen, le Hasli comprend cinq autres vallées notables : 
- la vallée de l'Aar supérieure (le Haslital proprement dit) qui s'étend vers le sud-est sur une quinzaine de kilomètres via Innertkrichen et Guttannen. Elle prend forme vers la source de l'Aar et le col du Grimsel.
- la vallée du Gadmental orientée à l'est vers Gadmen et le col du Susten.
- la vallée du Reichenbachtal (également appelée Rosenlauital) qui part de l'Engelhörner, de Schattenhalb à Reichenbachtal jusqu'au col du Grosse Scheidegg qui mène à Grindelwald. Le Reichenbachtal donne naissance aux chutes du Reichenbach avant de rejoindre l'Aar à Meiringen.
- la vallée de l'Urbachtal qui court de Innertkirchen à l'est de l'Engelhörner et se termine au Mattenalpsee.
- la vallée du Gental au nord-ouest du Gadmertal, finissant à Engstlenalp.

## Histoire
Durant le haut Moyen Âge, le Hasli est une région d'immédiateté impériale administrée par un Amtmann. En 1275, la région noue une alliance avec la ville de Berne. En 1311, le Hasli est donné à la maison de Weissenburg par Henri VII. Après une révolte infructueuse en 1334, le Hasli passe officiellement sous combourgeoisie bernoise mais regagne en vérité la plupart de ses anciens privilèges. Les officiels de Berne ont pris garde de nommer des hommes natifs de la région aux postes administratifs et judiciaires. Le Hasli s'est révélé militairement être un allié important pour la ville. En 1339, il met à disposition une force de 300 hommes à la guerre de Laupen. L'arrangement faisant dans les textes du Hasli un territoire vassal mais de facto autonome se poursuit jusqu'en 1528, date à laquelle Berne impose la conversion au protestantisme des habitants de la région. La moitié des habitants environ prennent alors les armes contre Berne. À la suite de cet incident, la ville essaye de mettre en place une administration bernoise dans le Hasli mais elle rencontre de telles résistances qu'en 1557 un traité instaure à nouveau les anciens privilèges.
Durant les XVIIe et XVIIIe siècles émerge une élite de familles influentes natives du Hasli, appelée Ehrbarkeit. Antérieurement à l'instauration d'une paroisse autonome à Innertkrichen en 1709, l'unique paroisse de Meiringen administrait religieusement la région. Au XIXe siècle, les paroisses de Gadmen (1808) et de Guttannen (1816) sont créées.
Durant la République helvétique, le Hasli fait partie du canton d'Oberland. Depuis 1833, la région coïncide avec le district d'Oberhasli. Le Hasli est alors découpé en quinze domaines agricoles indépendants, appelés Bäuerten, formant entre eux le Talschaft du Hasli. Cette structure est remplacée par les six municipalités actuelles en 1834. Les droits territoriaux du Hasli (Landrecht) ne sont plus en vigueur depuis 1843, époque de la Confédération des XXII cantons.

## Démographie
En 1558, on compte 253 feux (foyers) dans le Hasli ; cinq ans plus tard (1653), ce nombre s'élève à 360. En 1669, à la suite d'une épidémie de peste, la population s'effondre et avoisine les 500 individus. En 1764, on dénombre 3 253 habitants. La population fait plus que doubler au siècle suivant, atteignant 7 054 en 1850. Depuis lors, la population demeure plus ou moins inchangée (stationnaire) : 1 754 en 1880, 7 008 en 1900, 6 507 en 1920, 7 878 en 1950, 8 189 en 2000 et 7 843 en 2007.

## Divisions administratives

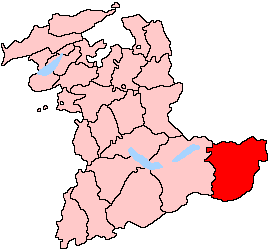
Le district d'Oberhasli au sein du canton de Berne

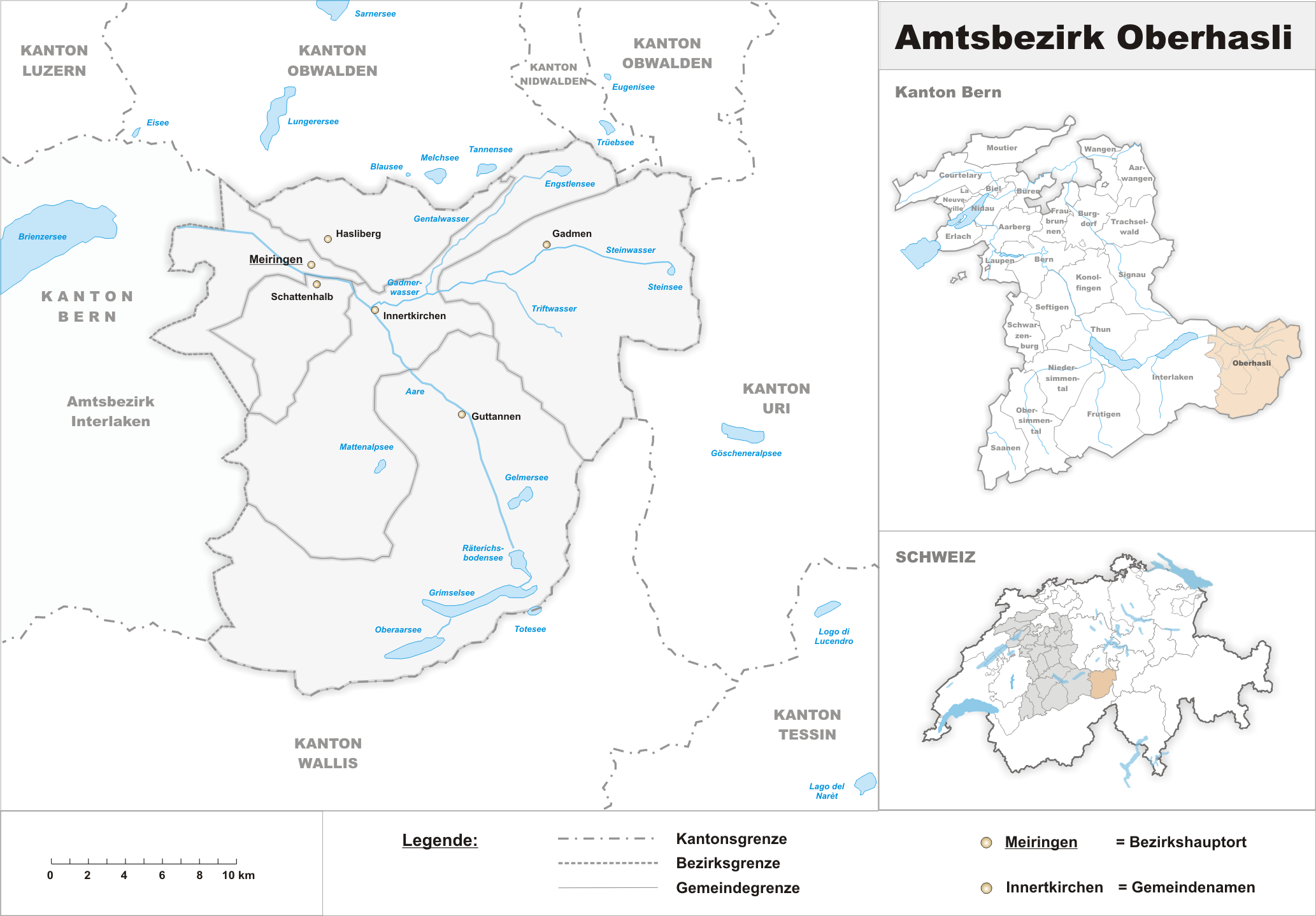
Carte du district d'Oberhasli : situation au sein du canton de Berne et au sein de la Suisse

Le district d'Oberhasli est le district le plus oriental des 26 districts du canton de Berne. Établi en 1833, il recouvre une superficie de 550 km2. Sa capitale administrative est la petite ville de Meiringen. L'Oberhasli comprend six communes :
| municipalité  | population (2007) | superficie (km²) |
| ------------- | ----------------- | ---------------- |
| Gadmen        | 250               | 116.4            |
| Guttannen     | 316               | 200.7            |
| Hasliberg     | 1,234             | 41.7             |
| Innertkirchen | 901               | 120.0            |
| Meiringen     | 4,533             | 40.7             |
| Schattenhalb  | 609               | 31.5             |
| Total         | 7,843             | 551.0            |

Il coexiste dès 2010 avec l'arrondissement administratif d'Interlaken-Oberhasli. La commune d'Innertkirchen a absorbé celle de Gadmen en 2014.

## Économie et infrastructures
Voir aussi Oberhasli (chèvre)

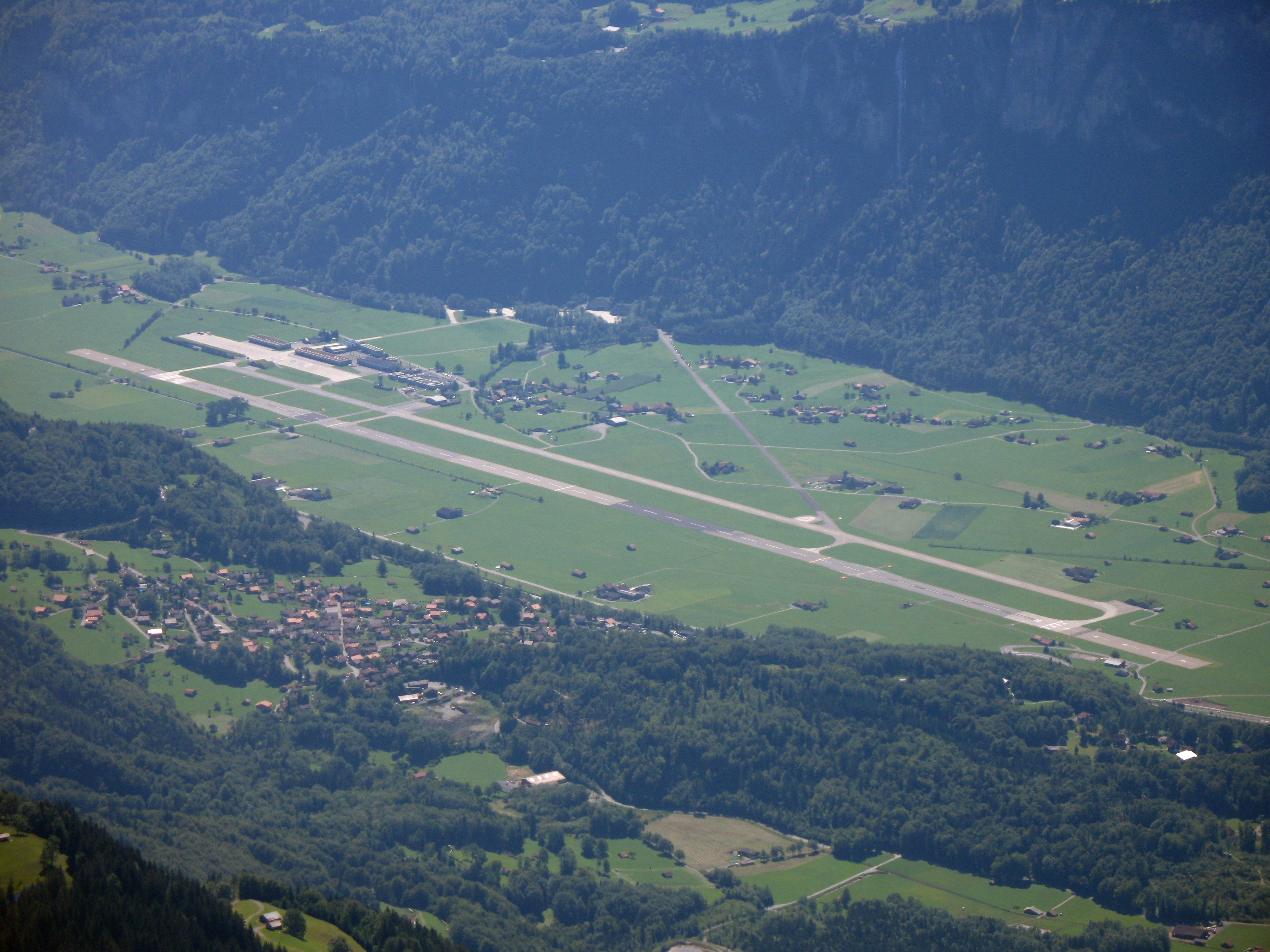
Base aeriene suisse à Unterbach.

L'économie du Halsi est fondée au bas Moyen Âge sur l'agriculture et la transhumance des chèvres et moutons, évoluant aux débuts de l'époque moderne vers un élevage de bétail (bovins, chevaux) et la production de fromage. Bétail et fromage sont exportés en Italie via les col du Grimsel et de Nufenen.
Au XVIIIe siècle, trois marchés aux bestiaux annuels sont organisés. Dès le XVe siècle, se développe également l'extraction du fer qui disparaît peu à peu à partir de 1798. À partir du XVIIe siècle, la recherche de cristaux de quartz par les collectionneurs prend son essor et s'intensifie avec l'apparition du tourisme au XIXe siècle. Le tourisme en pleine expansion a amené le développement des infrastructures, notamment la route du col du Brünig en 1857 et la ligne de chemin de fer du Brünig en 1888 qui permet de relier l'Oberhasli à Lucerne via Obwalden et au-delà de connecter la région à l'agglomération de Zurich et à l'ensemble du plateau suisse. La route du col du Grimsel ouvre en 1894 et celle du col du Susten en 1945. Le nombre d'hôtels à Meiringen passe de deux en 1831 à dix-huit en 1900.
Après 1973, des infrastructures supplémentaires transforment Hasliberg en importante station de sports d'hiver. En 2005, l'emploi dans le secteur primaire est tombé sous la barre des 20 %, tandis que l'emploi dans le secteur tertiaire, principalement dans la branche du tourisme, dépasse désormais les 65 %. L'industrie est essentiellement représentée par la branche de la production d'hydroélectricité, à travers l'entreprise Kraftwerke Oberhasli AG qui produit l'équivalent de 12 % de la consommation électrique suisse. Les forces aériennes suisses possèdent une base dans la localité d'Unterbach, sur la commune de Meirigen.

## Culture et folklore
Voir aussi Fêtes, coutumes et jours fériés en Suisse
Le Hasli est situé au cœur de la culture alpine haute-alémanique et fait vivre certains éléments typiques du folklore suisse. Le Hasli est entrée dans l'ère moderne relativement tard, dans la seconde moitié du XIXe siècle du fait du fort développement du tourisme en Suisse. La région a préservé une riche tradition folklorique au XXe siècle.
Le principal festival annuel du Hasli est l'Ubersitz qui marque l'arrivée à Meiringen des Trychler après une semaine de marche. Les Trychler de la vallée supérieure de l'Aar (Oberhasli) constituent une des plus anciennes coutumes de la région. Accompagnés de tambours, des groupes de jeunes hommes traversent bruyamment hameaux et villages dès minuit du 25 au 26 décembre et jusqu'au dernier jour ouvrable de l'année en secouant en rythme lent et cadencé de grosses cloches de vaches, les Trycheln. La veille du dernier soir nommé Ubersitz en est l'apogée : tous les groupes de la région convergent vers la localité désignée. L'origine de cette coutume est antérieure à la chrétienté. Avec ce bruit lent et cadencé, les habitants des vallées s'emploient durant les longues nuits hivernales à effrayer les démons.
En 1846, Johann Georg Kohl se rend dans le Hasli et décrit tant ses paysages que sa population. Kohl note une tradition selon laquelle les populations du Hasli se donnent une origine scandinave, la tradition rapportant une marche de 6 000 Frisons et Suédois chassés de leurs terres par une famine. Les noms des chefs des immigrants suédois sont rapportés comme étant Restius et Hastus. Kohl décrit également l'architecture de l'église de Meiringen et la rapproche des types d'architecture ecclésiastique de la Frise du Nord et de la Scandinavie. Cette légende est rencontrée pour la première fois par Petermann Etterlin dans sa Chronique de la confédération suisse de 1507. La légendaire origine des habitants du Hasli a été reprise dans le nationalisme romantique scandinave : le poète danois Adam Oehlenschläger publie en 1849 un poème intitulé Haslidalen.
Une compilation de contes folkloriques publiée en 1943 par Melchior Sooder (1885-1955), un professeur à Rohrbach natif de Schattenhalb, s'intitule Zelleni us em Haslital. Les nains occupent une place prééminente dans ces contes, notamment la figure du roi des nains Muggestutz. Ces contes racontent notamment leur disparition, du fait que leur aide n'ait pas été appréciée par les habitants du Hasli.
Une grammaire du dialecte du Hasli est publiée en 1992 par Hans Dauwalder (né en 1925).

### Sources
- (en) Cet article est partiellement ou en totalité issu de l’article de Wikipédia en anglais intitulé « Oberhasli » (voir la liste des auteurs).